# Vittorio Grassi
Vittorio Grassi (Roma, 17 aprile 1878 – Roma, 22 agosto 1958) è stato un pittore e decoratore italiano, direttore della parte illustrativa dell'Enciclopedia Treccani.

## Biografia

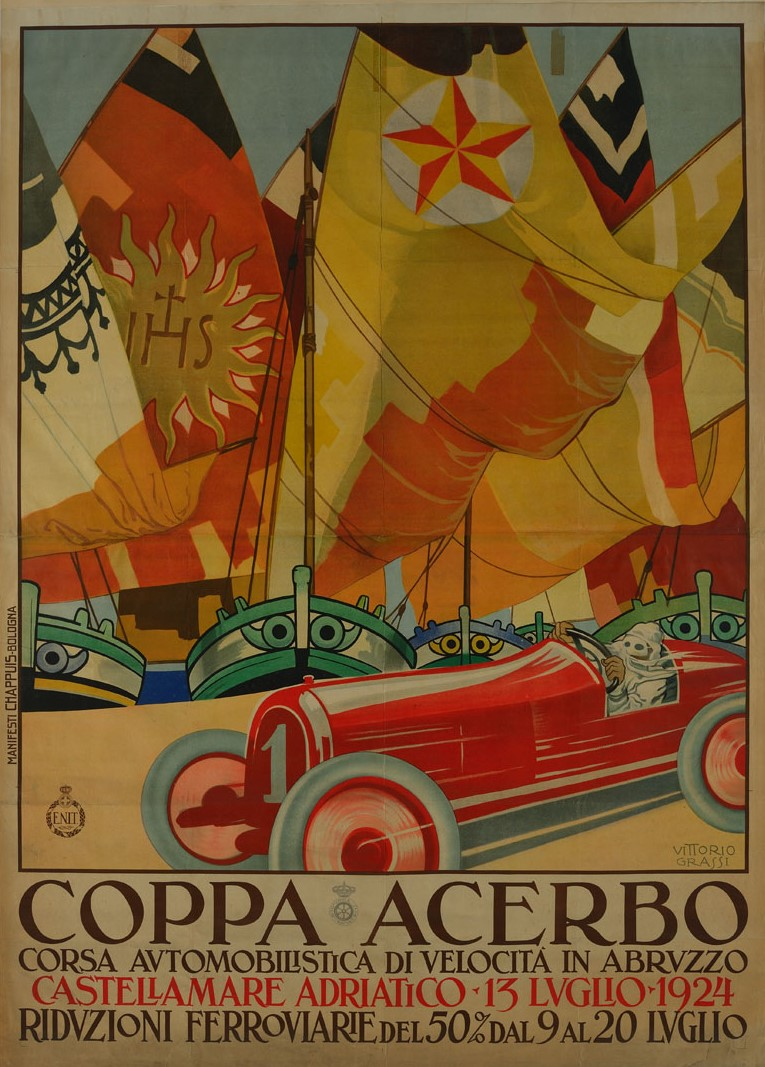
Manifesto promozionale per la seconda edizione della Coppa Acerbo disegnato da Grassi

Nato a Roma nel 1878, impiegato nell'Officina carte e valori della Banca d'Italia, ove ebbe modo di fare esperienze sulle tecniche tipografiche per impedire la falsificazione delle banconote, nello stesso tempo Vittorio Grassi coltivava la sua passione per la pittura dipingendo paesaggi della campagna umbra, alcuni dei quali furono esposti a Perugia nel 1902.
Acquisita una certa notorietà negli ambienti artistici romani, nel 1903 espose qualche sua opera al Palazzo delle Esposizioni di Roma e, successivamente, alla mostre organizzate dalla Società degli amatori e cultori di belle arti. Due suoi quadri, Temporale a Maccarese e L'osteria furono acquistati dalla Casa reale.
La frequentazione di alcuni artisti già affermati quali Carlandi e Balla, gli permise di entrare nel gruppo dei XXV della Campagna romana con il quale fece altre esposizioni. Entrò nel 1921 nel GRIA, il Gruppo Romano Incisori Artisti.

Francobolli della serie Siracusana, disegnata da Grassi

Gli interessi artistici di Grassi si estesero, successivamente, alle illustrazioni di periodici e alla progettazione, decorazione e arredamento di abitazioni e, in questo ambito, collaborò con alcuni periodici, quali Novissima e La Casa.
Si dedicò anche alla ceramica e, a partire dagli anni dieci del Novecento, alla realizzazione di costumi e di innovative scenografie per rappresentazioni teatrali, quali, ad esempio, il Macbeth di Verdi, andato in scena al teatro Costanzi di Roma e, successivamente, per il Teatro dei Piccoli di Vittorio Podrecca. Nel campo della grafica, fu autore, inoltre, del disegno di alcune serie di francobolli italiani tra le quali la celebre Siracusana nota anche come Italia turrita, utilizzata a partire dal 1953 per circa un trentennio.
Oltre all'attività propriamente artistica, Grassi s'impegnò anche nella didattica: nel 1913 fu chiamato ad insegnare ornato, incisione e scenografia all'Accademia di belle arti di Roma e nel 1921 ottenne la cattedra di arredamento e decorazione degli interni alla Scuola superiore di architettura. Nel 1925 partecipò alla definizione del grande progetto editoriale, presieduto da Giovanni Treccani, insieme con illustri esponenti della cultura nazionale del tempo, che diede vita all'Enciclopedia Italiana di scienze, lettere ed arti, di cui diresse la sezione illustrativa.
Morì nella città natale, a ottant'anni, nel 1958.